# Азов (корабель)
«Азов» (рос. БДК-54, з 1998 рос. БДК «Азов») — великий десантний корабель проєкту 775 класу «Ропуха ІІ», що дислокується на Військово-морській Базі Чорноморського Флоту РФ і входить до складу 197-ї Бригади десантних кораблів.

## Історія будівництва
Великий десантний корабель «БДК-54» був закладений 22 листопада 1988 року на корабельні Stocznia Północna у Гданську Польської республіки. 19 травня 1989 року корабель був спущений на воду.

## Служба
12.10.1990 корабель увійшов до складу Чорноморського флоту під іменем «БДК-54».
23.11.1998 корабель було перейменовано на "Азов" на честь  однойменного великого протичовнового корабля ЧФ.
Навесні 2022 знаходився на ремонті на 13-му судноремонтному заводі міста Севастополь.
Станом на 2022 командиром корабля був капітан 2 рангу Сергій Луценко.
Уночі 23 березня 2024 року ЗСУ та ВМСУ завдали ракетного удару по ВДК «Азов». Генеральний Штаб та Стратком ЗСУ повідомляють про ураження ВДК «Азов» та «Ямал».

## Тактико-технічні характеристики
- Довжина - 113 м
- Ширина - 15 м
- Осадка - 4 м
- Водотоннажність - 4080 т[3][2]
- Швидкість ходу - 18 вузлів
- Автономність - 30 діб
- Дальність плавання - 4500 миль
- Мореплавність - необмежена
- 2 головні двигуни потужністю 2×9600 к.с.
- 3 ДГ потужністю 3×800 кВт

### Озброєння
- 2×2 реактивних комплекси «Гроза» — корабельна реактивна система залпового вогню (РСЗВ) МС-73 (Град-М)
- 2×6 зенітних артилерійських комплексів (АК-630М)
- 1×1 універсальний артилерійський комплекс (АК-176)
- 1 станція управління зброєю
- 100 морських мін
- 1 станція освітлення
- 4 навігаційні станції
- 2×16 ПУ НУП РЕП
- 6 протидиверсійних гранатометів
- комплекс постановки димових завіс

Перевозить:
- посилена десантно-штурмова рота морської піхоти
- 13 середніх танків

Екіпаж - 87 осіб.